# ロシア連邦軍参謀本部軍事測量局
ロシア連邦軍参謀本部軍事測量局（ロシアれんぽうぐんさんぼうほんぶぐんじそくりょうきょく、Военно-топографическое управление；略語ВТУ）とは、ロシア連邦軍の需要のために地図、写真資料を収集、製作、配布する参謀本部の部署である。偵察衛星の運用において、参謀本部情報総局（GRU）と密接に協力しており、また、GRUのHUMINTに基づき、仮想敵の駐屯地、軍港等の特殊な地図も製作している。
ソ連時代、一般人への詳細な地形図の販売は禁止されていたが、現在では購入可能である。衛星写真は、ソフインフォルムスプートニク社が販売している。

## 歴史
参謀本部軍事測量局の創設日とされているのは、ロシア皇帝が軍事地図庫規程を承認した1812年2月9日である。1816年5月、軍事地図庫は、参謀本部の構成下に移管され、参謀総長が所長を兼任した。
1822年、計画的測量の実施のために、軍事測量団が創設された。この時から、下級測量将校は、軍事測量学校において養成され、上級測量将校は、参謀本部軍事アカデミー測地班（1854年から）で教育された。1877～1878年の露土戦争中、測量保障の体制が強化され、第一次世界大戦時に確固たるものとなった。
ロシア革命後、労農赤軍（後にソビエト軍、ロシア連邦軍）軍事測量局が軍事測量業務を継承した。

## 活動

### 教育
測量将校は、軍事技術大学測地学部分校（旧ペテルブルク高等軍事測量指揮学校）で養成される。5年間で、軍事測地、軍事測量及び地図領域における教育を受ける。
教育終了後測量将校は、軍種及び軍管区（軍）の測量勤務、測量支隊、軍用地図工場、航空写真及び測地企業に配属される。科学活動への素養がある将校は、測量保障手段及び方法の開発に従事しているロシア連邦国防省第29科学研究所に派遣される。

### 軍用地図
ロシア連邦軍の戦術級指揮官の基本地図は、1：50,000地図である。現状では、10～15年に1回更新されることになっているが、地図の老朽化は毎年3％に達し、10～15年間では40％に達し得る。軍事測量局の試算によると、部隊の要求を満足させるためには、過疎地区に対しては8～10年毎に、居住地区及び産業発展地区に対しては3～5年毎に地図を更新し続ける必要があるとされている。